# Pachycleithonia nigra
Pachycleithonia nigra är en mossdjursart som beskrevs av Ferdinand Canu och Ray Smith Bassler 1930. Pachycleithonia nigra ingår i släktet Pachycleithonia och familjen Watersiporidae. Inga underarter finns listade i Catalogue of Life.